# Вадовіце-Гурне (гміна)
Гміна Вадовіце-Гурне (пол. Gmina Wadowice Górne) — сільська гміна у східній Польщі. Належить до Мелецького повіту Підкарпатського воєводства.
Станом на 31 грудня 2011 у гміні проживало 7541 особа.

## Територія
Згідно з даними за 2007 рік площа гміни становила 87.16 км², у тому числі:
- орні землі: 81.00%
- ліси: 8.00%

Таким чином, площа гміни становить 9.90% площі повіту.

## Населення
Станом на 31 грудня 2011:
| Опис     | Загалом | Загалом | Чоловіки | Чоловіки | Жінки | Жінки |
| -------- | ------- | ------- | -------- | -------- | ----- | ----- |
| одиниця  | осіб    | %       | осіб     | %        | осіб  | %     |
| все      | 7541    | 100     | 3794     | 50.31    | 3747  | 49.69 |
| міське   | 0       | 100     | 0        |          | 0     |       |
| сільське | 7541    | 100     | 3794     | 50.31    | 3747  | 49.69 |

## Сусідні гміни
Гміна Вадовіце-Гурне межує з такими гмінами: Мелець, Радгощ, Радомишль-Великий, Чермін, Щуцин.